# Самоуправляемый общественный центр
Самоуправля́емый обще́ственный центр (социальный центр; итал. Centro Sociale Autogestito, англ. Selfmanaged Social Center и т. п.) — разновидность «общинного» (англ. Community Centre), или, вернее, «общественного центра» (англ. Social Center, итал. Centro Sociale), получившая особенное развитие в молодёжной контркультуре Италии 70-х гг. XX века, а затем и дальнейшее распространение. В отличие от «классических» общественных центров, учреждаемых и управляемых организациями, сообществами, партиями, местными органами и т. п. в интересах разнообразных «пользователей», — самоуправляемый общественный центр не предусматривает вовсе деления на «организаторов» и «клиентов», приобретает значительно менее формальный характер, в то же время со специфической этикой принятия коллективных решений — как правило, с предпочтением «консенсуса» (согласия всех) нежели «воли большинства».

## Особенности
Итальянский «Че́нтро Сочиа́ле Аутоджести́то» (или «C.S.A.») — это структура для общественно-политической активности такого рода, что она может привести к задуманной цели только в совместной и коллективной манере, когда все участники являются в равной мере и организаторами. Часто официальные решения должны быть приняты собранием или иначе вырабатываемым коллективным мнением, в котором все, кто посещает этот центр, могут равноправно участвовать, ориентируясь на возможно более полный консенсус, а не «голосование».
По причинам широчайшего распространения этой структуры сообществ в Италии и журналистского внимания, которое их окружает, в повседневных разговорах бытует стремление опускать определение «самоуправляемый», сопутствующее термину «общественный центр» (или даже просто «центр»), особенно когда всем и так ясно, к какому структурному типу его относить.
Общественный центр такого рода получает имя (извещает окружающее общество о себе) — либо посредством недвусмысленной процедуры «инаугурации» (часто праздника или своего первого общественного акта в стиле совместно задуманной деятельности), либо посредством возможных внутренних коммюнике-заявлений, собрания или коллектива участников, или же попросту используя всех, кто посещает центр.
Такие центры рождаются преимущественно в русле итальянских движений левых радикалов или «антагонистов» (крайне левые убеждения последних ведут к полному отказу от участия в политическо-парламентских институциях государства), именно на таких принципах и идеалах эти структуры, в подавляющем большинстве, самоорганизуются.
Существуют также и те из центров, которые связаны с политическими кругами, близкими к крайне правым (хотя таких решительное меньшинство, как, например, общественные центры «Дом Паунда» (итал. Casa Pound) в Риме или «Чёрное Сердце» (итал. Cuore Nero) в Милане, декларативно-фашистской ориентации), все они, чтобы отличаться от «левых», используют для своих центров термин «непохожих занятий (самозахватов)».
Зачастую C.S.A. предоставляют свои услуги бесплатно или на уровне символически-бросовых цен, способствуя пропаганде и развитию физкультуры и спорта, музыки, чтения книг и газет, пользования компьютерной техникой и Интернетом, и пр.
Сегодня в некоторых общественных центрах находятся базы и лаборатории хакеров, ориентированных в своём самоуправлении на свободу самовыражения и бесплатность электронных ресурсов в области «цифровых прав и собственности».

## Самозахваты
По причине экономических трудностей, не позволяющих раздобыть помещение достаточно обширное без привлечения финансирования от государственных учреждений или фирм, которые никогда не согласились бы с принципом реального самоуправления как метода организации деятельности и ещё с меньшей вероятностью — поддержали бы политическую линию, разделяемую участниками, — самоуправляемые общественные центры рождаются нередко путём самозахвата какого-либо недвижимого имущества, находящегося в частной или общественной собственности. В подобных случаях говорят про Centri Sociali Occupati Autogestiti («захваченные общественные самоуправляемые центры»), и аббревиатура для их обозначения выглядит либо как CSOA, или только CSO (выбор является делом вкуса участников).
Захват чужого недвижимого имущества (даже заброшенного и полуразрушенного) является действием противозаконным (ст. 633 итальянского уголовного кодекса, «вторжение на землю и в недвижимость»). Тем не менее, имеются предпосылки, которые позволяют общественным центрам долгое время упорствовать в своём пребывании в таких захваченных зданиях. Предпосылки эти таковы:
- очень высокое количество захватчиков, фактически превращающее операцию по «очистке территории» в задачу военную, с непомерными затратами и всеми неприятностями, которые это должно произвести в сферах общественного порядка и общественного мнения. Следовательно, чем больше людей будут постоянно находиться внутри общественного центра, тем менее вероятной станет возможность «операции по зачистке».
- возможные соглашения с силами правопорядка, местными органами управления разных уровней — могут достигаться «в контексте толерантности».
- вероятность, что собственник здания (в этом случае, следовательно, частный) не будет заинтересован в изгнании «оккупантов»; такое может случиться, если у него нет потребности в этом строении в ближайшем будущем или если он вдруг пожелает… солидаризироваться с захватчиками!

Поэтому к захвату предназначаются почти всегда здания покинутые, часто простой факт возвращения заброшенного строения к новой жизни и побуждения толерантности решают дело, особенно если захват не становится источником опасности или нарушения общественного спокойствия. Многие административные органы и в самом деле находят более практичным и полезным позволить, чтобы молодёжь преобразовала заброшенное и забытое здание в место своих встреч, как альтернативу обязанности содержать неиспользуемое строение. На этом пути также многократно случалось, что местная администрация узаконивала ситуацию с захватчиками, распознав общественно полезные функции их присутствия. В любом случае, однако, общественные центры, когда-то захваченные, никогда не могут полностью забыть об опасности возможного изгнания. Показателен в этом плане случай с общественным центром Crash! в Болонье, в отношении которого было устроено изгнание «превентивное», решением магистратуры, по причинам, отнесённым к общественной безопасности.

## Список литературы
- Consorzio Aaster, Csoa Cox 18, Csoa Leoncavallo, Primo Moroni — «Centri sociali: geografie del desiderio. Dati, statistiche, progetti, mappe, divenire.», Shake edizioni, 1996, ISBN 88-86926-01-4.
- Carlo Branzaglia, Pierfrancesco Pacoda, Alba Solaro, «Posse Italiane Centri sociali, underground musicale e cultura giovanile degli anni '90 in Italia», Tosca edizioni, 1992, ISBN 8872090229.
- Membretti, Andrea, «Leoncavallo SpA — Spazio pubblico Autogestito. Un percorso di cittadinanza attiva», Ed. Leoncavallo, 2003, ISBN 8890117605
- Membretti, Andrea, «Autorappresentanza e partecipazione locale nei centri sociali autogestiti. Milano e il CSA Cox 18», in «Partecipazione e rappresentanza nei movimenti urbani», a cura di T. Vitale, F. Angeli, Milano, 2007
- Membretti, Andrea, «Centro sociale Leoncavallo. Soziale konstruktion eines offenlichten raums der nahe», in «Bildraume und raumbilder. Reprasentationskritik in film und aktivismus», a cura di G. Raunig, Verlag Turia + Kant, Vienna
- Membretti, Andrea «Centro Sociale Leoncavallo: building citizenship as an innovative service», in EURS (European journal of Urban and Regional Studies) special issue «Social Innovation in Local Urban Governance: the tension between path dependency and radical innovation», Volume 14, N°3, luglio 2007, Oxford University Press, Oxford